# Spoorlijn Haltingen - Kandern
De spoorlijn Haltingen - Kandern ook wel Kandertalbahn genoemd is een Duitse spoorlijn als spoorlijn 9440 onder beheer van DB Netze.

## Geschiedenis
Het traject werd door Firma Vering & Waechter (V&W) op 1 mei 1895 geopend. In 1963 werd het traject overgenomen door de Südwestdeutsche Verkehrs-Aktiengesellschaft (SWEG)

## Treindiensten

### SWEG
De Südwestdeutsche Verkehrs-Aktiengesellschaft (SWEG) verzorgde tot 31 december 1983 het personenvervoer op dit traject met RB treinen.

### Eurovapor
Sinds 1969 verzorgt de vereniging Eurovapor met historische treinen van onder meer de SWEG tussen begin mei en eind oktober het personenvervoer.

## Aansluitingen
In de volgende plaatsen is of was er een aansluiting van de volgende spoorlijnen:

### Haltingen
- Rheintalbahn, spoorlijn tussen Mannheim en Basel